# Sestry od Dítěte Ježíše
Sestry od Dítěte Ježíše (francouzsky Sœurs de l'Enfant-Jésus) je ženská katolická řeholní kongregace, jejíž zkratkou je S.E.J.

## Historie
Kongregace byla založena roku 1667 v Le Puy-en-Velay a to řeholnicí Anne-Marie Martel.
Roku 1846 šest sester z Le Puy, v čele s Marie-Reine Antier, se usadily v Chauffailles a vytvořily tu další komunitu, která byla roku 1859 uznána biskupem Autunu.
Komunita v Chauffailles získala papežský souhlas 6. března 1921 a konečné schválení 7. června 1931.

## Aktivita a šíření
Řeholnice se věnují výchově mládeže, péči o chudé, nemocné a staré lidi.
Působí v Evropě (Francie, Belgie), v Africe (Burkina Faso, Pobřeží slonoviny), v Americe (Argentina, Kanada, Chile a Ekvádor) a také v Asii (Vietnam); generální sídlo je v Paříži.
K roku 2008 měly 196 sester v 36 domech.